# 彼得·崔維斯

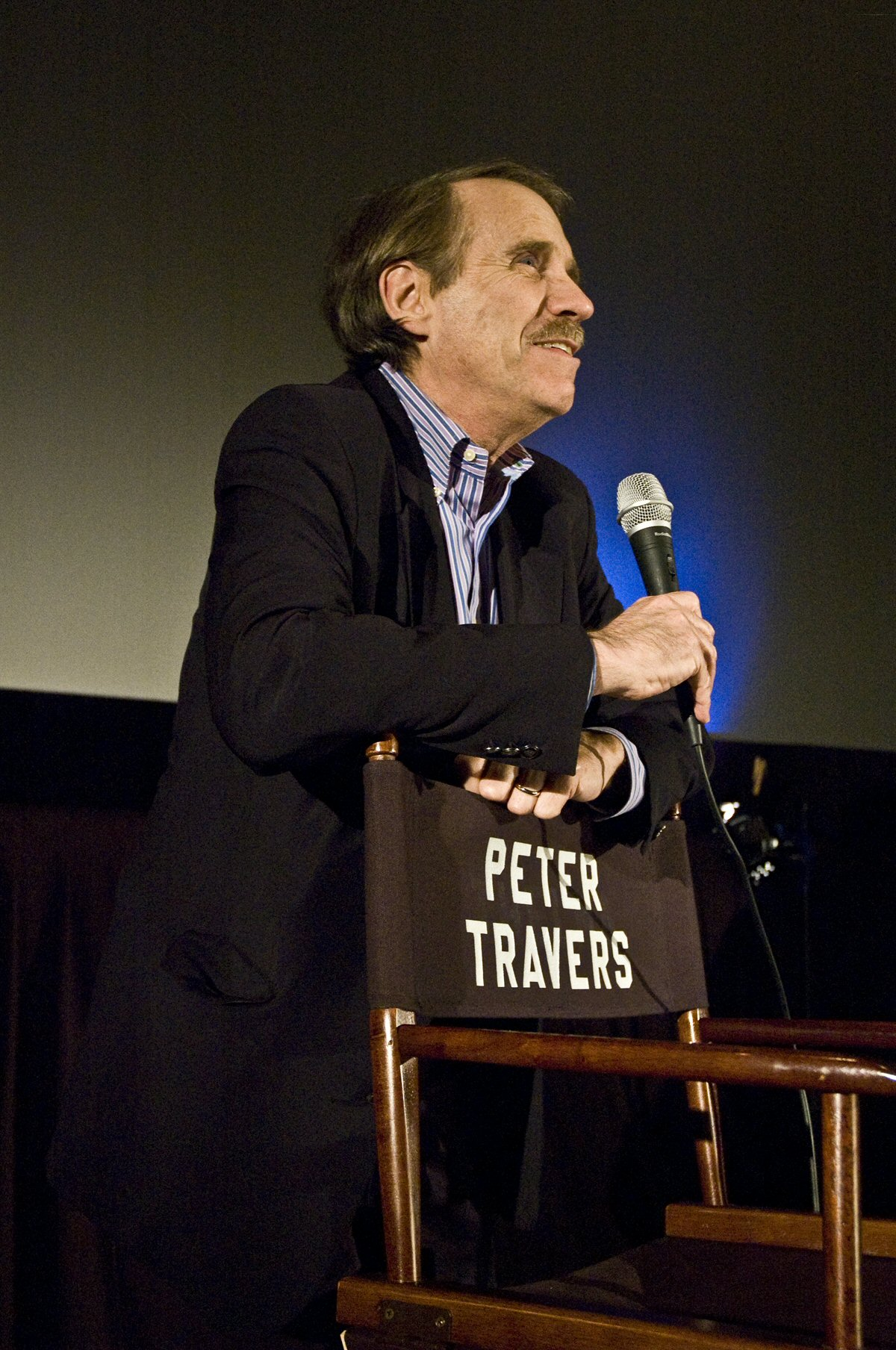
2008年彼得·崔維斯

彼得·崔維斯（英語：Peter Travers），是一位美国电影评论家和记者，为《人物杂志》和《滚石》写过文章。崔維斯还主持了ABC新闻的名人访谈节目《爆米花》。

## 生涯
崔維斯最初在《人物杂志》工作四年，1989年加入了《滚石》。他曾采访过的当代导演包括有马丁·斯科塞斯、大卫·林奇、保罗·汤玛斯·安德森、克林特·伊斯特伍德、克里斯托弗·诺兰、科恩兄弟和李安。崔維斯还主持了纽约电影评论系列，此是一家主持现场直播放映活动和评论的公司。